# Ciptasari (Pamulihan)
Ciptasari is een bestuurslaag in het regentschap Sumedang van de provincie West-Java, Indonesië. Ciptasari telt 5107 inwoners (volkstelling 2010).